# 蔵山村
蔵山村（くらやまむら）は、石川県石川郡に存在した村。
村名の由来は、現在の白山市月橋町の東側の山が「御蔵山」と呼ばれていたことによる。なお、この御蔵山の名は、加賀国守護大名の富樫氏の食糧を貯蔵していた蔵が在ったという伝承に因むと言われている。

## 地理
- 現在の白山市、及び旧・鶴来町の中部に位置。旧・鶴来町の中心市街地の北隣に在った。
- 東側は、倉ヶ岳などの麓の山地に当たる。
- 河川：手取川、高橋川

## 歴史
- 1889年（明治22年）4月1日 - 町村制の施行により、森島村、明島村、日御子村、小柳村及び月橋村の区域をもって、蔵山村が発足する。
- 1912年（明治45年）4月 - 明島小学校と小柳小学校が合併、蔵山尋常小学校が創立。
- 1915年（大正4年）6月22日 - 石川電気鉄道（現・北陸鉄道石川線）が開通、当村内に小柳駅、月橋駅（現在の日御子駅より600m鶴来駅寄りに所在。現在は廃止）が開業。
- 1925年（大正14年）9月5日 - 金沢電気軌道（石川電気鉄道より改称）の日御子駅が開業。
- 1950年（昭和25年）4月1日 - 村立蔵山中学校が林村立林中学校と共に鶴来町立鶴来中学校と統合、鶴来町外2ヶ村中学校組合立鶴来中学校（現・白山市立鶴来中学校）となる。
- 1951年（昭和26年） - 村役場を明島から日御子へ移転。
- 1954年（昭和29年）11月1日 - 鶴来町、一ノ宮村、蔵山村、林村及び舘畑村が合併して、改めて鶴来町が発足する。5大字は鶴来町の町名に継承。

## 教育
- 蔵山村立蔵山小学校

（鶴来町合併後は鶴来町立。1963年（昭和38年）4月に舘畑小学校、林小学校と統合し、鶴来町立北小学校（現・白山市立明光小学校）が創立されたため閉校。校舎は1966年（昭和41年）に新校舎が落成するまで北小学校蔵山教場として存続。現在は、月橋町と明島町（一部）は白山市立朝日小学校の学区内。

## 交通

### 鉄道路線
（当村廃止時点のもの）
- 北陸鉄道
  - 石川線： （白菊町・野町方面 ← ） - 小柳駅 - 日御子駅 - （ → 鶴来・白山下方面）